# Funky from Chicago
Funky from Chicago — студійний альбом американського блюзового музиканта Джонні Літтл Джона, що вийшов 1973 року на лейблі BluesWay.

## Опис
Цей альбом Джонні Літтл Джона вийшов 1973 року на лейблі BluesWay і став для нього другим сольним LP в кар'єрі. Сесії звукозапису відбулись у 1973 році в Чикаго, Іллінойс, в яких взяли участь Літтл Джон (вокал, гітара), гітарист Едді Тейлор, басист Дейв Маєрс та ударник Фред Белоу. Продюсером альбому виступив Ел Сміт.
Альбом включає 10 пісень і містить три пісні Віллі Діксона, «Came Home This Mornin'» Едді Бойда і «How Long Blues» Хауліна Вульфа, а також пісні, написані Елом Смітом у співавторстві з Ендрю Макмегоном.

## Список композицій
1. «Lost in the Jungle» (Ендрю Макмегон, Ел Сміт) — 3:16
2. «I Met a Stranger» (Ендрю Макмегон, Ел Сміт) — 3:14
3. «Chips Flying Everwhere» (Ендрю Макмегон, Ел Сміт) — 3:26
4. «Guitar King» (Ендрю Макмегон, Ел Сміт) — 3:17
5. «Keep On Running» (Віллі Діксон) — 3:41
6. «Need More Baby» (Віллі Діксон) — 2:57
7. «29 Ways» (Віллі Діксон) — 2:45
8. «Came Home This Mornin'» (Едді Бойд) — 3:30
9. «How Long Blues» (Честер Бернетт) — 3:30
10. «Worried Head» (Джон Фанчесс) — 2:45

## Учасники запису
- Джонні Літтл Джон — вокал, гітара
- Едді Тейлор — гітара
- Дейв Маєрс — бас-гітара
- Фред Белоу — ударні

Технічний персонал
- Ел Сміт — продюсер, А&R-менеджер, редактор
- Рубі Бойд Мазур — дизайн
- Джеррі Гріффіт — фотографії
- Домінік Луметта — редактор
- Джонні Літтл Джон, Маркус Джонсон — текст